# Convento de Ganfei

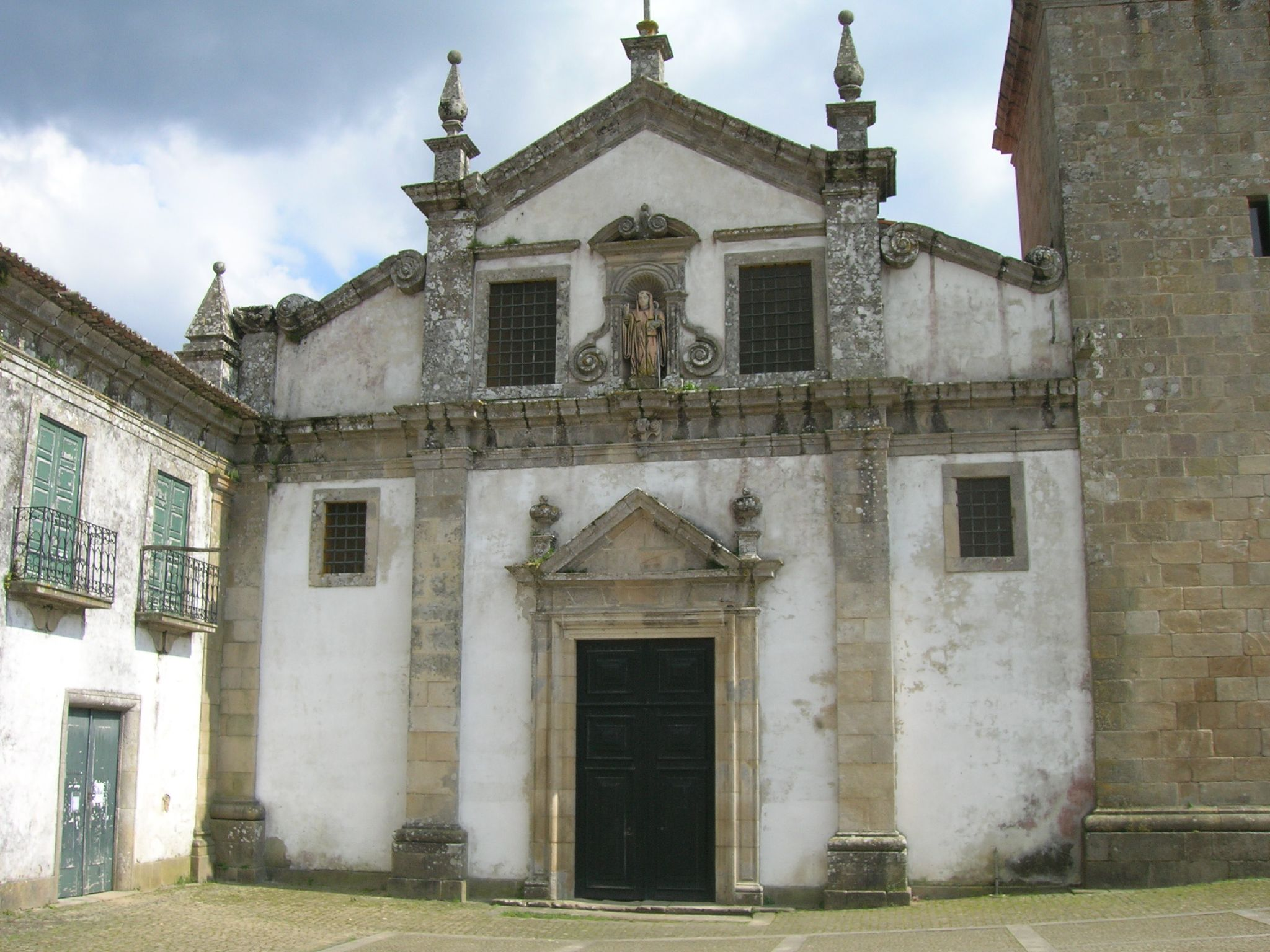
Igreja do Convento de Ganfei

O Convento de Ganfei, também referido por Igreja Paroquial de Ganfei e Igreja do Divino Salvador, é um antigo mosteiro beneditino, situado na freguesia de Ganfei, no município de Valença.
Edificação que remonta provavelmente ao século XII, englobando uma Igreja românica de três naves, o Convento de Ganfei encontra-se classificado como Imóvel de Interesse Público desde 1956.

## História
A fundação do mosteiro foi feita no período visigótico. Segundo uma inscrição no claustro o mosteiro foi destruído no ano 1000 pelo chefe árabe Almançor sendo reconstruido em 1018 sob o patrocínio de Ganfried ou Ganfei, um cavaleiro francês que se tornou um santo, derivando do seu nome o nome da povoação e do mosteiro.
No século XVIII construíram-se as novas fachada e capela-mor, mantendo o restante da traça românica. Em 1760 foram transferidos os restos mortais de S. Ganfei para a igreja.

## Caracterização arquitectónica
O templo é constituído por três naves e quatro tramos, sem transepto saliente e cobertura de madeira, assente sobre pilares rectangulares que se ligam às naves laterais por arcos de descarga. A destruição da fachada não preservou nada da escultura do portal.
A cabeceira , inicialmente tripartida, era constituída por uma ábside semicircular, hoje setecentista e rectangular, e dois absidíolos de planta idêntica.